# Fundația și Pământul
Fundația și Pământul (1986) (titlu original Foundation and Earth) este un roman al autorului de literatură științifico-fantastică Isaac Asimov, nominalizat la premiul Locus în 1987. Romanul este al cincilea (în ordinea apariției) din Seria Fundația și a fost scris la peste 30 de ani de trilogia inițială ce a apărut în anii '50.
Fundația și Pământul începe exact de unde s-a terminat Marginea Fundației.

## Intriga
Consilierul Golan Trevize, istoricul Janov Pelorat și Blissenobiarella de pe planeta Gaia pornesc într-o călătorie de descoperire a planetei de origine a omenirii, Pământul. Scopul călătoriei este înlăturarea îndoielilor avute de Trevize referitoare la decizia luată la sfârșitul Marginii Fundației de a încorpora întreaga galaxie într-o superminte atotcuprinzătoare.
Prima oprire este pe Comporellon, care pretinde că este planeta din galaxie locuită din cele mai vechi timpuri. Deși același lucru îl pretind multe alte planete, Comporellon are o istorie extrem de lungă pe care se sprijină. Inițial, cei trei călători sunt făcuți prizonieri, dar reușesc să negocieze eliberarea lor și ajung să afle coordonatele a trei planete spațiene. Ținând cont că spațienii au fost primii coloniști pământeni din timpurile de demult ale călătoriei spațiale, se presupune că planetele lor se află destul de aproape de Pământ.
Prima planetă spațiană vizitată este Aurora, unde Trevize este aproape omorât de o haită de câini sălbatici, cel mai probabil descendenții animalelor de casă revenite la starea de sălbăticie. Scăparea vine cu ajutorul lui Bliss, care manipulează emoțiile câinilor până când îi determină să se retragă, permițându-i lui Trevize să își folosească biciul neuronic.
Următoarea escală este Solaria, ai cărei locuitori - care au supraviețuit războiului dintre spațieni și coloniști printr-o retragere înțeleaptă detaliată în romanul Roboții și Imperiul - au devenit ființe asexuate care se reproduc singure și nu tolerează prezența fizică a oamenilor. Transformarea lor include și dobândirea abilității de a canaliza mental mari cantități de energie, folosindu-le ca surse de putere. Solarienii evită interacțiunea de altă natură decât cea realizată prin intermediul aparatelor și nu se reproduc decât când acest lucru este impus de moartea unui membru al comunității. Bliss, Pelorat și Trevize sunt la un pas de a fi uciși de solarianul Sarton Bander, dar Bliss reușește să neutralizeze abilitatea acestuia de a canaliza energia, omorându-l accidental. Copilul lui Bander, Fallom, nu poate moșteni proprietatea acestuia din cauză că nu este încă matur și, pentru a evita uciderea lui de către roboți, Bliss îl ia cu ei în călătorie.
A treia planetă spațiană a cărei coordonate le au este Melpomenia, dar atmosfera acesteia a fost depresurizată. Folosind costume spațiale, călătorii intră într-o bibliotecă în care găsesc coordonatele tuturor planetelor spațiene, care constituie o sferă având Pământul în centru. Două stele par a se potrivi locației, una constând dintr-un sistem binar care posedă o planetă locuită, iar a doua fiind necartografiată. După ce scapă de un mușchi letal - a cărui transportare pe alte lumi ar fi fost un dezastru pentru acestea - grupul pornește spre sistemul binar.

Coperta ediției de la editura Nemira. Ilustrație de Dan Alexandru Ionescu

Acesta se dovedește a fi Alpha Centauri și conține urme de colonizare datând cu multe milenii în urmă. Există o referință la evenimentele din O piatră pe cer, din care rezultă că restaurarea solului terestru a fost abandonată și, ulterior, odată cu transformarea Pământului într-o planetă nelocuibilă, s-a încercat terraformarea planetei 'Alpha'. Proiectul nu a fost dus la bun sfârșit, singurul teren uscat fiind o insulă de 250 km lungime și 65 lățime, dar nu se știe dacă întreaga populație a Pământului muribund a fost sau nu trimisă pe Alpha.
,Planeta se numește acum Noul Pământ, iar locuitorii ei sunt prietenoși, deși complotează pe ascuns să îi ucidă pe călători pentru ca nu cumva restul galaxiei să afle de existența lor și să-i încorporeze în vreun imperiu. Cu ajutorul unei femei indigene, care se îndrăgostește de cântecul din flaut al lui Fallom, călătorii reușesc să scape în mijlocul nopții și pornesc spre celălalt sistem stelar.
Inelele celei de-a șasea planete și satelitul celei de-a treia sunt dovezi clare că este vorba despre sistemul nostru solar. Pământul este radioactiv și nu poate susține viața, dar satelitul pare destul de mare pentru a servi drept ascunzătoare pentru supraviețuitorii pământeni. Aselenizarea îi aduce față în față cu R. Daneel Olivaw, care le povestește despre manipularea milenară a omenirii: relocarea pe Alpha Centauri, crearea Gaiei și a psihoistoriei (ultima detaliată în Preludiul Fundației și Fundația renăscută). Trevize este convins acum că a luat decizia corectă. Creierul pozitronic al lui Daneel se deteriorează, iar crearea unuia nou ar necesita un grad de miniaturizare care ar duce la distrugerea lui imediată. În consecință, Daneel vrea să-și unească creierul cu al lui Fallom - care, fiind spațian, are o speranță de viață extrem de mare - sperând să asiste la crearea Galaxiei.
Daneel explică în continuare că psihoistoria și Gaia au apărut ca o necesitate de a uni omenirea, pentru a face față unei posibile forme de viață extragalactice care ar ataca omenirea. În acest punct, romanul ajunge la aceeași concluzie cu o altă carte a lui Asimov, Sfârșitul eternității.

## Capitole
| Partea intâi — Gaia 1. Capitolul 1 — Începe Căutarea 2. Capitolul 2 — Spre Comporellon Partea a doua — Comporellon 1. Capitolul 3 — La stația de intrare 2. Capitolul 4 — Pe Comporellon 3. Capitolul 5 — Lupta pentru navă 4. Capitolul 6 — Despre Pământ 5. Capitolul 7 — Părăsind Comporellon-ul Partea a treia — Aurora 1. Capitolul 8 — Lumea Interzisă 2. Capitolul 9 — Înfruntând haita Partea a patra — Solaria 1. Capitolul 10 — Roboți | 1. Capitolul 11 — Subteran 2. Capitolul 12 — Spre suprafață Partea a cincea — Melpomenia 1. Capitolul 13 — Departe de Solaria 2. Capitolul 14 — Planeta Moartă 3. Capitolul 15 — Mușchi Partea a șasea — Alfa 1. Capitolul 16 — Centrul Lumilor 2. Capitolul 17 — Noul Pământ 3. Capitolul 18 — Festivalul muzicii Partea a șaptea — Pământul 1. Capitolul 19 — Radioactiv? 2. Capitolul 20 — Lumea vecină 3. Capitolul 21 — Căutarea ia sfârșit |

## Personaje
- Golan Trevize
- Janov Pelorat
- Bliss = Gaia
- Mitza Lizalor - ministrul Transporturilor de pe Comporellon
- Bander = solarian
- Fallom = fiica / fiul lui Bander
- R. Daneel Olivaw = robot uman, vechi de 20.000 de ani

## Opinii critice
Orson Scott Card a apreciat romanul, remarcând că "este vorbărie, nu acțiune -- dar vorbăria lui Asimov este acțiune."

## Continuarea nescrisă
Acțiunea din Fundația și Pământul se petrece prin anul 500 din cei 1.000 ai Planului Seldon. Conform celor spuse de soția sa în It's Been a Good Life, Asimov avea în plan o continuare, dar așteptările sale nu au dat roade și, neștiind ce să facă în continuare, a scris în schimb preludiile (Preludiul Fundației și Fundația renăscută). 
Trevize menționează că nicio navă umană nu a intrat în Norul lui Magellan sau în galaxia Andromeda. Extratereștrii inteligenți sunt menționați în povestirea Fundătura ca retrăgându-se în Norul lui Magellan. Nu se dă nicio exlicație pentru care omenirea nu a vizitat alte galaxii aflate în raza zborului prin hiperspațiu.

## Universul Fundației
Deși anumite semne erau vizibile încă din Marginea Fundației, aceasta este prima care unește seria cu cea a Roboților. Tema Pământului radioactiv a început în romanul O piatră pe cer, a cărui acțiune se petrece cu mii de ani înainte. Rolul lui R. Daneel Olivaw în evenimentele acelui roman au fost descrise ulterior în preludii.
Cartea constituie și un fel de epilog al Seriei Roboților, Asimov descriind ce s-a întâmplat cu lumile spațiene Solaria și Aurora, descrise pe larg în Soarele gol și Roboții de pe Aurora. Autorul descrie și ce s-a întâmplat cu Pământul, după cum reiese din Roboții și Imperiul.
Cartea Nemesis, dă indicii despre motivele și originea Gaiei, omenirea având o întâlnire cu un satelit gânditor, Erythro, o inteligență extraterestră extrem de abstractă.
În Triumful Fundației, ultima care din A Doua Trilogie a Fundației - autorizată de patrimoniul lui Asimov - este adus în discuție alt viitor posibil al Galaxiei. Într-o discuție purtată între Hari Seldon și Daneel Olivaw, primul indică posibilitatea ca Fundația să încorporeze Gaia în Al Doilea Imperiu Galactic. El pariază că peste o mie de ani, după ce Gaia s-a format și a înlăturat necesitatea educației formale, vor fi publicate ediții ale Enciclopediei Galactice. Faptul că după acest interval de timp au fost publicate două versiuni ale Enciclopediei Galactice pare să de credibilitate faptului că Seldon a câștigat pariul.

### Lista cărților din seria Fundația
- Preludiul Fundației
- Fundația Renăscută
- Fundația
- Fundația și Imperiul
- A doua Fundație
- Marginea Fundației
- Fundația și Pământul

## Cinema
La data de 28 iunie 2008 a fost anunțat  că producătorii Bob Shaye și Michael Lynne vor aduce Trilogia Fundația la marele ecran prin intermediul noii lor companii Unique Features. În ianuarie 2009 drepturile de ecranizare au fost vândute prin licitație companiei Columbia care a desemnat ca realizator pe regizorul Roland Emmerich.

## Traduceri în limba română
- 1994 - Fundația și Pământul, Ed. Nemira, Colecția "Nautilus" nr. 58, traducere Emilian Bazac, 464 pag., ISBN 973-569-066-7
- 2003 - Fundația și Pământul, Ed. Teora, Colecția SF nr. 50, traducere Mihai-Dan Pavelescu, 444 pag., ISBN 973-20-0628-5

## Vezi și
- 1986 în științifico-fantastic
- Alpha Centauri în ficțiune
- Seria Fundația